# Und ewig singen die Wälder
Und ewig singen die Wälder is een Oostenrijkse dramafilm uit 1959 onder regie van Paul May. Het scenario is gebaseerd op het eerste deel (1933) van de romantrilogie Het geslacht Bjørndal van de Noorse auteur Trygve Gulbranssen.

## Verhaal
De koppige Noorse herenboer Dag sr. heeft twee zoons. Zijn zoon Tore is zijn oogappel, maar voor de rustige Dag jr. heeft hij enkel minachting. Ook met zijn adellijke buurman Von Gall leeft de oude Dag in onmin.

## Rolverdeling
| Acteur               | Personage                   |
| -------------------- | --------------------------- |
| Gert Fröbe           | Dag sr.                     |
| Hansjörg Felmy       | Tore                        |
| Joachim Hansen       | Dag jr.                     |
| Carl Lange           | Overste von Gall            |
| Anna Smolik          | Elisabeth von Gall          |
| Hans Nielsen         | Majoor Barre                |
| Maj-Britt Nilsson    | Adelheid Barre              |
| Elisabeth Epp        | Mejuffrouw Kruse            |
| Jürgen Goslar        | Luitenant Ludwig von Margas |
| Hanns Ernst Jäger    | Hoveländer                  |
| Hilde Schreiber      | Borghild                    |
| Franz Schafheitlin   | Koopman Holder              |
| Fritz Hinz-Fabricius | Priester Ramer              |
| Peter Schmidberger   | Jörn                        |